# Parafia św. Jakuba Apostoła w Sławianowie
Parafia św. Jakuba Apostoła w Sławianowie – parafia rzymskokatolicka w dekanacie Złotów II w diecezji bydgoskiej.
Erygowana w XVI wieku.
Niektóre miejscowości należące do parafii: Kleszczyna, Skic i Sławianowo.